# Hartmut Laufhütte
Hartmut Laufhütte (* 2. Januar 1937 in Wegberg) ist ein deutscher Germanist, Literaturwissenschaftler und emeritierter Hochschullehrer.

## Leben und Wirken
Laufhütte besuchte nach der Grundschule das Gymnasium, machte sein Abitur am Städtischen Neusprachlichen Gymnasium Erkelenz und wurde in die Studienstiftung des Deutschen Volkes aufgenommen. Er studierte Germanistik und Latinistik an der Universität zu Köln und der Universität Kiel. Nach dem Ersten Staatsexamen 1963 für das Lehramt an Höheren Schulen in Kiel wurde er ebenda 1964 promoviert. Es folgte das Referendariat für das Lehramt an Höheren Schulen am Studienseminar Krefeld und an Gymnasien in Rheydt und Mönchengladbach. Das Zweite Staatsexamen legte er 1965 in Krefeld ab und übernahm bis 1967 eine Assistentenstelle in der Germanistischen Mediävistik an der Universität Köln.
Seit 1967 war er Assistent, seit 1970 Akademischer Rat, seit 1971 Akademischer Oberrat im Fach Neuere Deutsche Literaturwissenschaft an der Universität Mannheim. Dort erfolgte nach einem zweijährigen Habilitationsstipendium der Deutschen Forschungsgemeinschaft seine Habilitation im Jahr 1978 und die Ernennung zum Privatdozenten. 1980 wurde er auf den Lehrstuhl für Neuere Deutsche Literaturwissenschaft an der Universität Passau berufen und war dort u. a. federführender Vertrauensdozent der Studienstiftung des Deutschen Volkes. Er wurde als Hochschullehrer im Jahr 2002 emeritiert.
Von 2002 bis 2018 war Laufhütte Leiter der Forschungsstelle „Frühe Neuzeit“ an der Universität Passau. Dort wurde der Passauer Anteil eines an drei universitären Standorten betreuten, zunächst von der Deutschen Forschungsgemeinschaft, dann von anderen Institutionen, zuletzt von der Fritz Thyssen Stiftung geförderten großen Forschungs- und Editionsprojekts zur deutschen Literatur des 17. Jahrhunderts erarbeitet.
Seine Forschungsschwerpunkte sind Literaturwissenschaftliche Begriffsbildung, Gattungstheorie und Gattungsgeschichte, deutsche Literatur des 17. bis 20. Jahrhunderts sowie die Edition frühneuzeitlicher Texte. Laufhütte ist Herausgeber bzw. Mitherausgeber zahlreicher Werke, Mitbegründer und Mitherausgeber (bis 2003) der Buchreihe „Mannheimer Beiträge zur Sprach- und Literaturwissenschaft“ sowie der Edition „Sigmund von Birken. Werke und Korrespondenz“, Mitherausgeber (1995–2009) der Zeitschrift „Deutsche Bücher“ und Herausgeber (seit 2000; als Nachfolger Wolfgang Frühwalds) zusammen mit Alfred Doppler der Ausgabe „Adalbert Stifter. Werke und Briefe“.
Laufhütte ist verheiratet mit der Germanistin und Historikerin Almut Laufhütte, geb. Gnüg, und hat zwei Töchter.

## Mitgliedschaften
- Ehrenmitglied des Pegnesischen Blumenordens (seit 1999)
- Korrespondierendes Mitglied des Adalbert Stifter Institutes des Landes Oberösterreich (seit 1997)[9]
- Mitglied der Kommission für Neuere Deutsche Literatur der Bayerischen Akademie der Wissenschaften (seit 1998)[10]

## Veröffentlichungen (Auswahl)

### Als Autor
- Wirklichkeit und Kunst in Gottfried Kellers Roman „Der grüne Heinrich“. Zugleich Dissertation, 1964, Bonn 1969 (Literatur und Wirklichkeit. Bd. 6).
- Geschichte und poetische Erfindung. Das Strukturprinzip der Analogie in Gottfried Kellers Novelle „Ursula“. Bouvier Verlag, Bonn 1973 (Abhandlungen zur Kunst-, Musik- und Literaturwissenschaft. Bd. 131). ISBN 978-3-416-00892-1
- Die deutsche Kunstballade. Grundlegeng einer Gattungsgeschichte. Heidelberg 1979 (Beiträge zur neueren deutschen Literaturgeschichte. Dritte Folge. Bd. 42). Teilkapitel (S. 15–23) in: Balladenforschung. Hrsg. von Walter Müller-Seidel. Königstein / Ts. 1980 (Neue wissenschaftliche Bibliothek. Bd. 108), S. 156–167. ISBN 978-3-533-02765-2
- Sigmund von Birken. Leben, Werk und Nachleben. Gesammelte Studien. Mit einem Vorwort von Klaus Garber. Schuster Verlag, Passau 2007. ISBN 978-3-940784-01-8
- Der Pegnesische Blumenorden unter der Präsidentschaft Sigmund von Birkens. Gesammelte Studien der Forschungsstelle Frühe Neuzeit an der Universität Passau (2007–2013). Schuster Verlag, Passau 2013. ISBN 978-3-940784-18-6

### Als Herausgeber
- Ares und Dionysos. Das Furchtbare und das Lächerliche in der europäischen Literatur. Winter Verlag, Heidelberg 1981 (Mannheimer Beiträge zur Sprach- und Literaturwissenschaft. Bd. 1), ISBN 978-3-533-02974-8
- mit Hans-Werner Eroms: Vielfalt der Perspektiven. Wissenschaft und Kunst in der Auseinandersetzung mit Goethes Werk. Dokumentation des Goethe-Symposions an der Universität Passau 1982. Passau 1984 (Schriften der Universität Passau. Reihe Geisteswissenschaften. Bd. 5), ISBN 978-3-922016-37-3
- Hans Carossa. Dreizehn Versuche zu seinem Werk. Tübingen 1991, ISBN 978-3-484-10671-0
- mit Karl Möseneder: Adalbert Stifter. Dichter und Maler, Denkmalpfleger und Schulmann. Neue Zugänge zu seinem Werk. Tübingen 1996, ISBN 978-3-484-10719-9
- Künste und Natur in Diskursen der Frühen Neuzeit. Unter Mitwirkung von Barbara Becker Cantarino, Martin Bircher, Ferdinand van Ingen, Sabine Solf und Carsten-Peter Warncke. 2 Teile. Wiesbaden 2000 (Wolfenbütteler Arbeiten zur Barockforschung. Bd. 35). ISBN 978-3-447-04265-9.
- mit Michael Titzmann: Heterodoxie in der Frühen Neuzeit. Tübingen 2006 (Frühe Neuzeit. Bd. 117), ISBN 978-3-484-36617-6
- mit Klaus Garber, Johann Anselm Steiger: Sigmund von Birken (1626–1681). Ein Dichter in Deutschlands Mitte. Berlin / Boston 2019 (Frühe Neuzeit. Bd. 215), ISBN 978-3-11-059494-2

### Editionen literarischer Texte
- mit Dietrich Jöns: Sigmund von Birken. Prosapia / Biographia. Tübingen 1988 (Sigmund von Birken. Werke und Korrespondenz. Bd. 14).
- Deutsche Balladen. Stuttgart 1991 (seither mehrfach neu aufgelegt). ISBN 978-3-15-008501-1
- mit Almut Laufhütte: Gottlieb Graf von Windischgrätz. Die Gedichte. Tübingen 1994 (Frühe Neuzeit. Bd. 3). ISBN 978-3-484-36503-2
- mit Dietrich Jöns, Ralf Schuster: Der Briefwechsel zwischen Sigmund von Birken und Catharina Regina von Greiffenberg. Tübingen 2005 (Sigmund von Birken. Werke und Korrespondenz. Bde. 12.I/II). ISBN 978-3-484-28049-6
- mit Ralf Schuster: Der Briefwechsel zwischen Sigmund von Birken und Georg Philipp Harsdörffer, Johann Rist, Justus Georg Schottelius, Johann Wilhelm von Stubenberg und Gottlieb von Windischgrätz. Tübingen 2007 (Sigmund von Birken. Werke und Korrespondenz. Bde. 9.I/II). ISBN 978-3-484-28053-3
- mit Ralf Schuster: Floridans Amarantengarte. Tübingen 2009 (Sigmund von Birken. Werke und Korrespondenz. Bde. 1.I/II). ISBN 978-3-11-173358-6
- mit Ralf Schuster: Der Briefwechsel zwischen Sigmund von Birken und Margaretha Magdalena von Birken und Adam Volkmann. Berlin / New York 2010 (Sigmund von Birken. Werke und Korrespondenz. Bde. 10.I/II). ISBN 978-3-11-025139-5
- mit Ralf Schuster: Der Briefwechsel zwischen Sigmund von Birken und Mitgliedern des Pegnesischen Blumenordens und literarischen Freunden im Ostseeraum. . Berlin / Boston 2012 (Sigmund von Birken. Werke und Korrespondenz. Bde. 13.1. I/II).
- mit Klaus Garber, Christof Hendl: Birken-Wälder. Berlin / Boston 2014 (Sigmund von Birken. Werke und Korrespondenz. Bde. 2.I/II).
- mit Almut Laufhütte, Ralf Schuster: Der Briefwechsel zwischen Sigmund von Birken und Johann Michael Dilherr, Daniel Wülfer und Caspar von Lilien. Berlin / Boston 2015 (Sigmund von Birken. Werke und Korrespondenz. Bde. 11.I/II). ISBN 978-3-11-041789-0
- mit Ralf Schuster: Der Briefwechsel zwischen Sigmund von Birken und Magnus Daniel Omeis, Joachim Heinrich Hagen, Sebastian Seelmann und Georg Wende. Berlin / Boston 2018 (Sigmund von Birken. Werke und Korrespondenz. Bde. 13.2.I/II). ISBN 978-3-11-058136-2
- Martin Buchner. Der Heimatdichter. Ein Lehrerschicksal in den 20er und 30er Jahren. Hrsg. und mit Erläuterungen versehen von Hartmut Laufhütte in Zusammenarbeit mit Eva-Maria Hertel. Passau 2020. ISBN 978-3-940784-46-9